# Louise de Mecklenburg-Güstrow
Louise de Mecklenburg-Güstrow (28 august 1667 – 15 martie 1721) a fost regină consort a Danemarcei și Norvegiei ca prima soție a regelui Frederic al IV-lea al Danemarcei. 
S-a născut la Güstrow în familia Ducelui Gustav Adolph de Mecklenburg-Güstrow și Magdalene Sibylle de Holstein-Gottorp. Bunicii materni au fost Ducele Frederic III de Holstein-Gottorp și Maria Elisabeta de Saxonia. 
1. ↑  „Louise de Mecklenburg-Güstrow”, Gemeinsame Normdatei, accesat în 30 decembrie 2014